# Viktoria Urmersbach
 Viktoria Urmersbach  (* 18. Mai 1969 in Brake) ist eine deutsche Historikerin, Journalistin und seit 2020 Leiterin des Stadtteilarchiv Ottensen e.V. – Geschichtswerkstatt für Altona.

## Ausbildung
Urmersbach ist aufgewachsen in der Wesermarsch. Ihre Eltern sind der Nautiker Peter Urmersbach und die Steuerfachgehilfin Erika Urmersbach. Das Abitur hat sie 1988 am Gymnasium Brake/Unterweser erhalten. Nach einem Studium der Sozial- und Wirtschaftsgeschichte, Philosophie, Psychologie und Literatur an der Universität Hamburg, in St. Petersburg und als Erasmus-Stipendiatin am Trinity College Dublin hat sie das Studium in Hamburg  als Magistra Artium 1996 abgeschlossen.

## Berufliche Tätigkeit
Sie hat 1998 ein Volontariat bei der Produktionsgesellschaft Cinecentrum/Studio Hamburg in Hamburg begonnen und dort eine journalistische Ausbildung als TV-Redakteurin erhalten Seitdem arbeitet sie als Autorin, Redakteurin und Rechercheurin für öffentlich-rechtliche Sender (NDR, ARD, arte und ZDF). Als Buchautorin hat sie zu Themen der Kultur-, Natur- und Mediengeschichte und zu ihrer Heimatstadt Altona publiziert. Urmersbach arbeitet auch online und erzählt Geschichte(n) multimedial.

## Buch-Veröffentlichungen
- mit Kilian Schönberger: Waldwelten – Sehnsuchtsorte und magische Natur, Verlag Das Beste, München 2020, ISBN 978-3-95619-394-1
- mit Michael Pasdzior: Hamburgs Schöne an der Elbe, Hugo-Bruckmann-Verlag, München 2019,  ISBN 978-3-7343-1280-9
- mit Michael Weisser: Der. Die. Das – der Weg, die Sicht, das Sehnen – über die Schönheit von Reise und Abenteuer, Gemeinnützige Stiftung Kreissparkasse, Syke 2013. ISBN 978-3-9815235-2-2
- „So bin ich nah, jetzt bin ich fern“ – eine kleine Kulturgeschichte der Sesamstraße, Vergangenheitsverlag, Berlin 2013, ISBN 978-3-86408-146-0
- mit Alexander Schug: Achtung Ahnen, ich komme! – Praxisbuch moderne Familienforschung, Vergangenheitsverlag, Berlin 2011, ISBN 978-3-86408-001-2
- Im Wald, da sind die Räuber – Eine Kulturgeschichte des Waldes, Vergangenheitsverlag, Berlin 2009,  ISBN 978-3-940621-07-8

## Zeitschriften-Veröffentlichungen (Auswahl)
- 2023: Kinder, Küche und Klischees. Zum Wandel weiblicher Figuren in 50 Jahren Sesamstraße. In: Sesamstraße. 50 Jahre Wer, Wie, Was! Katalog zur Ausstellung. Museum für Kunst und Gewerbe Hamburg, S. 11–22.
- 2023: Bäder, Backstein und Bedürftige: Max Brauer als Altonaer Sozialpolitiker. In: Stadtteilarchiv Ottensen – Geschichtswerkstatt für Altona e.V. (Hg.): Max Brauer. Die Altonaer Jahre. Hamburg 2022
- 2022: Der Traum vom wilden Wald. Über Sehnsuchtslandschaften und ihre Bilder. In: Mythos Wald. Das Flüstern der Blätter. Katalog zur Ausstellung, Wienand Köln, Kunsthalle Emden 2022, S. 14–29.
- 2022: Von wilden Wäldern und der Liebe zur Linde: Waldgeschichten zwischen Realität und Mythos. In: Jenal, Corinna/Berr, Karsten (Universität Tübingen): Wald in der Vielfalt möglicher Perspektiven. Von der Pluralität lebensweltlicher Bezüge und wissenschaftlicher Thematisierungen. Springer VS, Wiesbaden 2022, S. 17–39
- 2019: Der deutsche Wald – eine Kulturgeschichte (AT), im Auftrag der Landeszentrale für Politische Bildung, Thüringen.

## Arbeit für Film und Fernsehen
Recherche und Redaktion u. a. für die Dokumentarfilme:
- 2013–2016 Recherche für Doku-Dramen, u. a. über Hannelore Kohl, ARD/NDR Regie: Stefan Aust, UFA GmbH
- 2014 Autorin für „Deutschland Dein Tag“, ARD-weite Langzeit-Dokumentation, Produktion TV plus GmbH
- 2011/2012 Autorin und Regisseurin für das NDR-Fernsehprojekt „Tag der Norddeutschen“, Produktion TV plus GmbH
- 2010 Die Kinder von Blankenese. NDR/arte, Regie: Raymond Ley
- 2008 Meine DDR. NDR, Regie: Tom Ockers u. a.
- 2008 Eschede – Zug 884. ARD, Regie: Raymond Ley
- 2005 Die Nacht der großen Flut. NDR/arte, Regie: Raymond Ley2003 Aus Liebe zu Deutschland. NDR/arte, Regie: Raymond Ley